# سیارک ۳۰۸۷۹
سیارک ۳۰۸۷۹ (به انگلیسی: 30879 Hiroshikanai، نامگذاری:1992KF) سی هزار و هشتصد و هفتاد و نهمین سیارک کشف شده‌است که در ۲۵ مه ۱۹۹۲ کشف شد.